# Carl Smith
Pour le joueur de dames, voir Carl Smith (joueur de dames).
Carl Smith, né le 15 mars 1927 à Maynardville (Tennessee) et mort le 16 janvier 2010, est un chanteur et guitariste country américain. 
Il fut le premier mari de June Carter, qu'il épousa le 9 juillet 1952 et avec qui il enregistra la chanson pour laquelle il est peut-être le plus connu, le duo Time’s A-Wastin’. Smith et Carter divorcèrent en 1957. La même année, Carl Smith épousa la chanteuse country Goldie Hill, avec qui il fut marié jusqu'au décès de cette dernière, en 2005. Quant à June Carter, elle épousa Johnny Cash, aussi ancien compagnon de beuverie de Smith.
Carl Smith a pris sa retraite en 1979.  Il a été intronisé au Temple de la renommée de la musique country en 2003.